# Rak + krian nakrian 4 phak - Part of Love
Rak + krian nakrian 4 phak - Part of Love (รัก+เกรียน นักเรียน 4 ภาค Part of Love; titolo internazionale Part of Love) è una serie televisiva thailandese andata in onda dall'11 ottobre al 12 dicembre 2015 su Channel 9 MCOT HD. È ambientata in una scuola, con temi l'amicizia e le prime relazioni sentimentali.

## Personaggi e interpreti

### Principali
- Icon, interpretato da Vachiravit Paisarnkulwong "August".
- Fahsai, interpretata da Pannin Charnmanoon "Pineare".
- Pumkaao, interpretata da Thanida Thanawat "Ploy".
- Auto, interpretato da Tanont Chumroen "Nont".
- Natchaa, interpretata da Suwaphat Techaviriyawong "Pim".
- Punyai, interpretato da Premanan Sripanich "Fifa".
- Ayang, interpretato da Pongsatorn Sripinta "Fluke".
- Prai, interpretata da Nuchanart Veerakaarn "Puaen".
- Yok, interpretata da Sutina Laoamnuaychai "Guide".

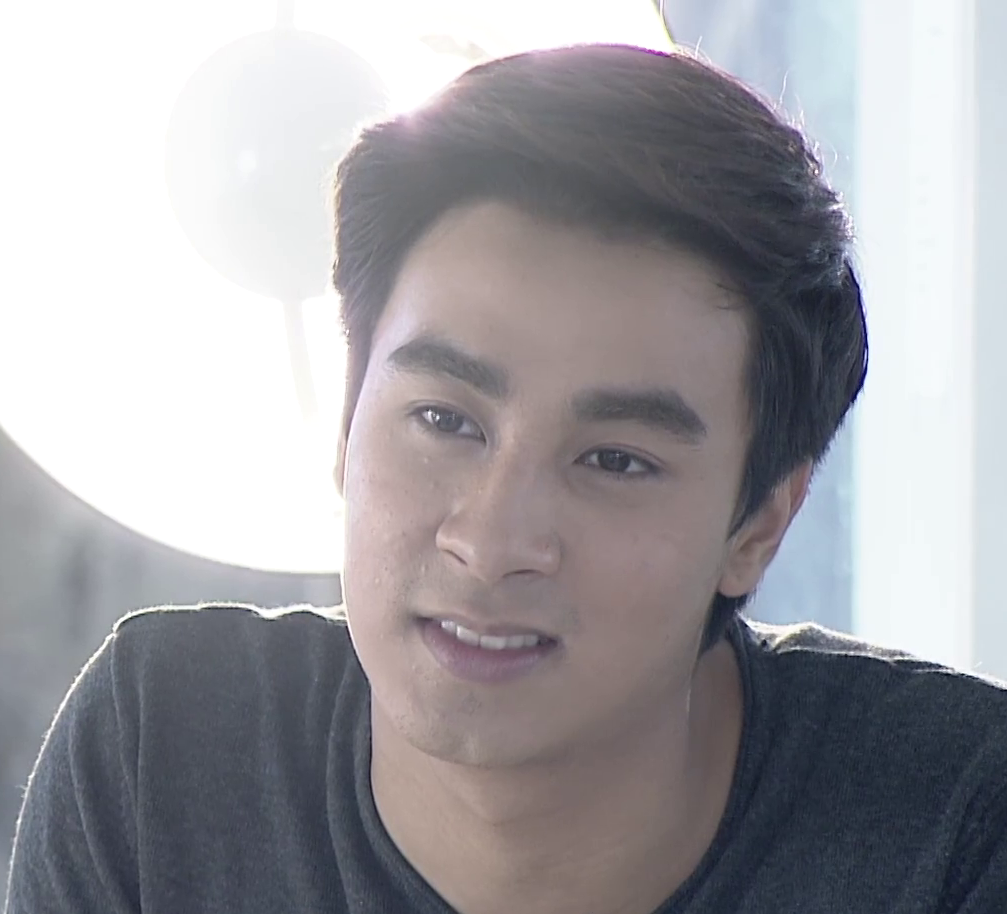
Premanan Sripanich

## Episodi
| Stagione       | Episodi | Prima TV |
| -------------- | ------- | -------- |
| Prima stagione | 17      | 2015     |